# Monts de l'Espinosa

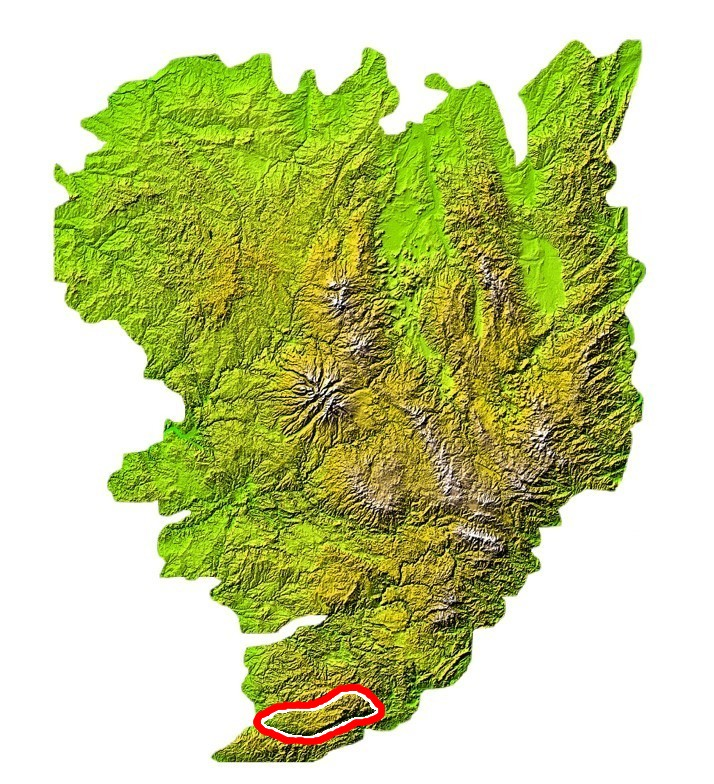
Situació de l'Espinose al Massís Central

Els monts de l'Espinosa (en occità Espinosa; en francès Espinouse) són un serra que constitueix un Parçan o comarca d'Occitània situat al Llenguadoc. Els Monts de l'Espinosa i del Carós (en occità Carós; en francès Caroux) són muntanyes del Massís Central.
Segons la proposta de divisió territorial d'Occitània del diari Jornalet, basada en l'obra de Frederic Zégierman Le Guide des pays de France, l'Espinosa estaria ubicada a la regió del Llenguadoc, subregió del Baix Llenguadoc.
Oficialment, els municipis de l'Espinosa estan adscrits administrativament al departament francès de l'Erau.
El Carós-Espinosa, sobretot el Carós, formen part del sector més meridional i proper al mar del Massís Central i s'inclouen al Parc natural regional de l'Alt Llenguadoc.

## Geografia

### Topografia

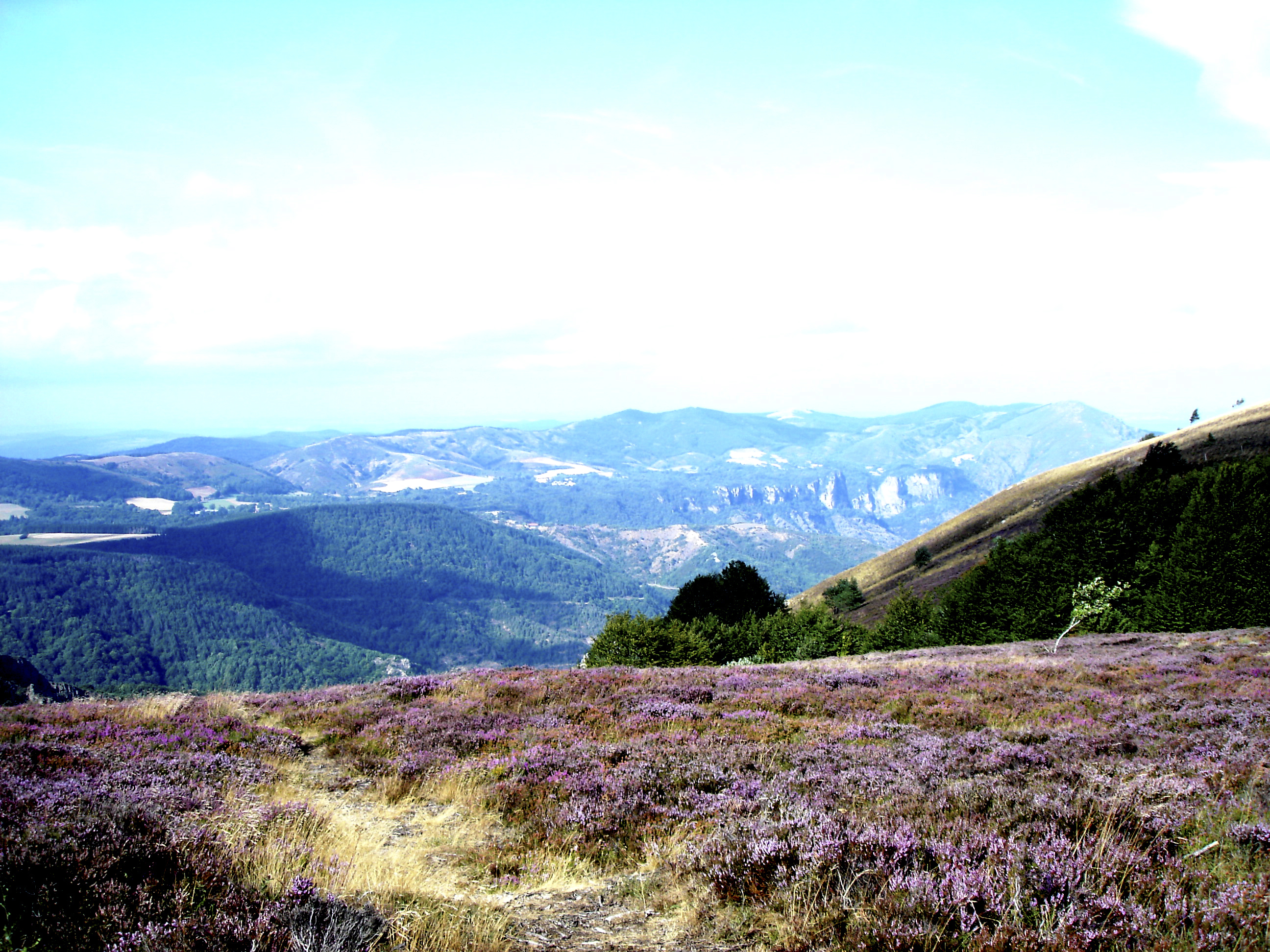
Castanet-le-Haut vist des de l'Espinouse cap a l'Avairon. A la dreta el mont Marcou

La línia de la cresta de l'Espinosa fa de partió entre les aigües de les conques de l'Atlàntic i del Mediterrani. Culmina a 1124 m d'altitud i 1091 al Mont Carós.

### Hidrologia
Els rius principals del massís són:
- Agout
- Dourdou de Camarès
- Mare

### Geologia
L'Espinosa és una muntanya formada per terrenys antics, de granit, gneiss i esquist, que són explotats a Castanet-le-Haut i Saint-Geniès-de-Varensal.

## Activitats a l'aire lliure
Aquest massís és travessat pel GR-7. A més, el Carós ofereix diferents vies per l'escalada.

## Protecció mediambiental

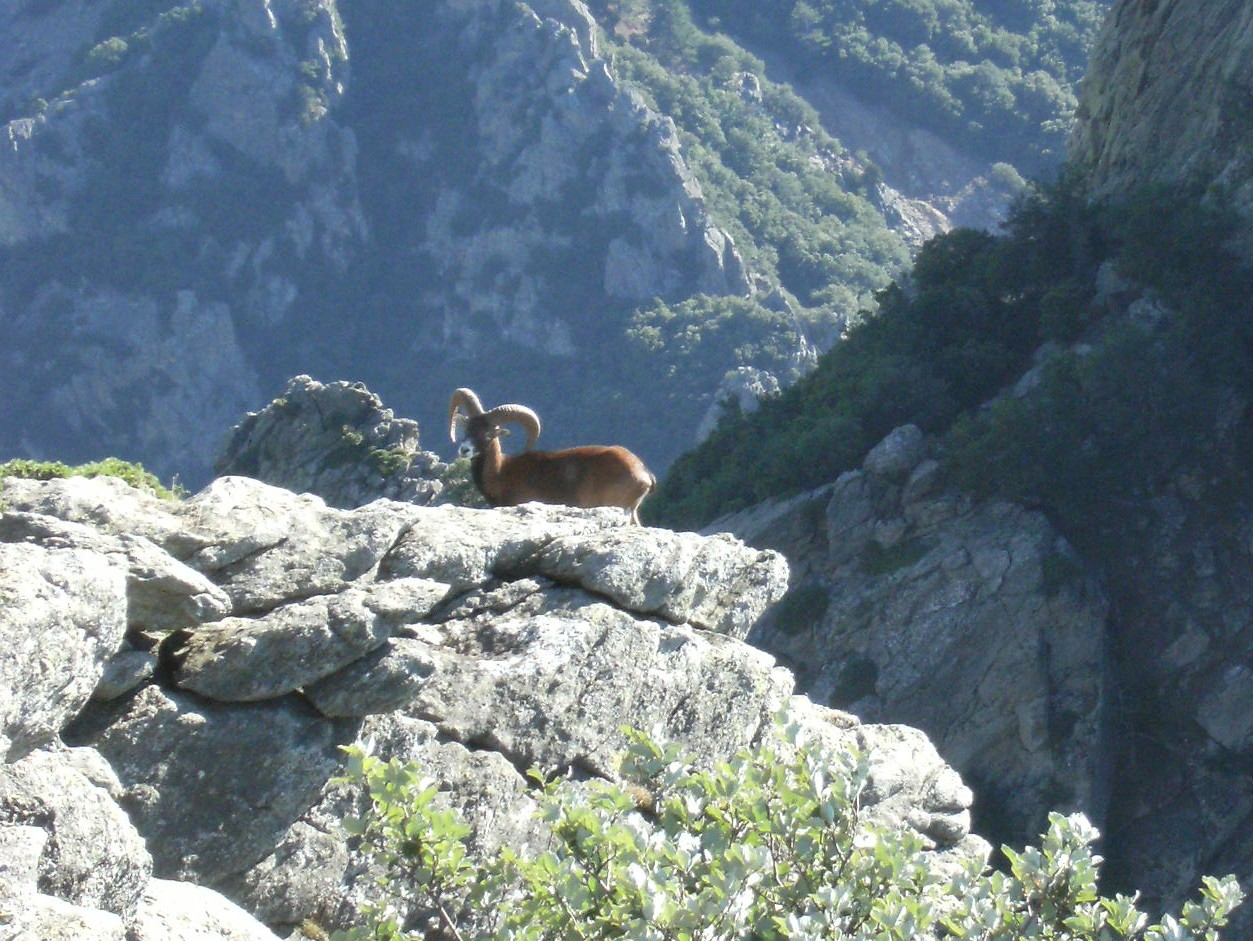
Mufló al Caroux.

La regió està protegida sota el paraigua del Parc natural regional de l'Alt Llenguadoc